# Catherine Lough Haggquist
Catherine Lough Haggquist est une actrice canadienne de télévision et de cinéma.

## Filmographie

### Cinéma
- 2001 : L.A.P.D. : Protéger et servir d'Ed Anders : Caissière
- 2002 : 7 jours et une vie (Life or Something Like It) de Stephen Herek : Hôtesse de l'émission du matin
- 2003 : Little Brother of War de Damon Vignale : Sonja Lee
- 2003 : Moving Malcolm de Benjamin Ratner : Demoiselle d'honneur
- 2003 : Paycheck de John Woo : Scientifique
- 2004 : Scooby-Doo 2 : Les monstres se déchaînent (Scooby-Doo 2: Monsters Unleashed) de Raja Gosnell : Reporter #2
- 2005 : Alone in the Dark de Uwe Boll : Krash
- 2007 : Aliens vs. Predator: Requiem (AVPR: Aliens vs Predator - Requiem) de Colin Strause et Greg Strause : Tina
- 2010 : Tron : L'Héritage (Tron) de Joseph Kosinski : Reporter #2
- 2011 : Knockout de Anne Wheeler : Principal Lee
- 2013 : Elysium de Neill Blomkamp : Représentant Burrard
- 2014 : Godzilla de Gareth Edwards : PO #1 Martinez
- 2016 : The Confirmation de Bob Nelson : Officier Sue
- 2016 : Countdown de John Stockwell : Lilly
- 2018 : Cinquante Nuances plus claires de James Foley : Dr Greene

### Télévision

#### Séries télévisées
- 1992-1995 : Highlander (épisodes 1x08 / 3x06, 3x09 & 3x14) : Carol / Marcia
- 1993 : L'as de la crime (saison 2, épisode 21) : Margie
- 1994 : Birdland (saison 1, épisode 4) : Infirmière aux admissions
- 1994 : X-Files : Aux frontières du réel (saison 1, épisode 21) : Dr Richmond
- 1994 : M.A.N.T.I.S. (saison 1, épisode 9) : Patricia
- 1995-2001 : Au-delà du réel : L'aventure continue (épisodes 1x20 / 7x17) : Reporter / Eileen
- 1999 : Traques sur internet (saison 1, épisode 20) : Dr Meg Canter
- 2000 : Sept jours pour agir (saison 2, épisode 12) : Stéphanie
- 2000-2001 : Dark Angel (épisodes pilot, 1x05 & 2x02) : Reporter
- 2001 : The Unprofessionals : Sadie Winters
- 2001 : Just Deal (saison 2, épisode 10) : Bonnie
- 2002 : Stargate SG-1 (saison 6, épisode 11) : Sergent technique
- 2002 : Mes plus belles années (saison 1, épisode 1) : Martha Reeves (non crédité)
- 2002 : Smallville (saison 2, épisode 8) : Mary
- 2002-2003 : Rockpoint P.D. (13 épisodes) :  Sgt. Grace Harris
- 2003 : Dead Zone (saison 2, épisode 1) : Reporter persistant
- 2003 : Just Cause (saison 1, épisode 15) : Diane Baker
- 2003 : Peacemakers (saison 1, épisode 1) : La femme d'Isaac Evans
- 2004 : Traffic (mini-série) : Directeur de l'immeuble
- 2005 : The L Word (saison 2, épisode 13) : Davina
- 2005 : Réunion : Destins brisés (saison 1, épisode 9) : Elise Dawson
- 2006 : Killer Instinct (saison 1, épisode 13) : Directeur de la banque
- 2006 : Kyle XY (saison 1, épisode 5) : Mme Schultz
- 2007 :  Ennemis d'État (saison 1, épisode 8) : journaliste
- 2007 : Flash Gordon (saison 1, épisode 1) : Luna
- 2008-2012 : Iron Man: Armored Adventures (12 épisodes) : Roberta Rhodes
- 2009 : The Troop (saison 1, épisode 11) : Linda
- 2010 : Stargate Universe (saison 1, épisode 16) : Mary
- 2010 : Enquêteur malgré lui (saison 5, épisode 10) : Lisa
- 2010 : Caprica (saison 1, épisode 18) : STO Martyr #3
- 2011 : L'Heure de la peur (saison 1, épisode 11) : Penelope
- 2011 : Fringe (saison 3, épisode 17) : Lucy
- 2012-2019 : Supernatural (épisodes 8x08, 14x03, 14x19 & 15x02) : Jules / Détective Glass
- 2012 : Once Upon a Time (saison 1, épisode 4) : Marraine la bonne fée
- 2012 : Emily Owens M.D. (saison 1, épisode 6) : Gloria
- 2013 : Arctic Air (saison 2, épisode 8) : Rebecca O'Callaghan
- 2013 : Bates Motel (saison 1, épisode 7) : Liz Morgan
- 2014 : Spooksville (saison 1, épisode 16) : Mme Clench
- 2014 : Les 100 (saison 1, épisodes 7, 8 & 9) : un membre du Conseil
- 2014 : Girlfriends' Guide to Divorce (saison 1, épisode 1) : Bookstore Lady
- 2015 : Backstrom (saison 1, épisode 5) : Détective Francis Dunne
- 2015 : Motive (saison 3, épisode 7) : Theona Verdad
- 2015 : Proof (saison 1, épisode 1) : Mme Malone
- 2015 : Whispers (saison 1, épisodes 3, 5 & 6) : Renee
- 2015 : Unreal (saison 1, épisode 7) : Judith
- 2013-2015 : Continuum (10 épisodes) : Nora Harris
- 2016 : Almost Actors (saison 2, épisode 6) : Coach
- 2016 : The Ex You Can't Escape (saison 1, épisode 1) : Interview Show Host
- 2016 : Zoo (saison 2, épisodes 12 & 13) : Dr Nielsen
- 2016 : Beyond (saison 1, épisode 1) : Dr Suzanne Warren
- 2016 : Van Helsing (saison 1, épisode 10) : Beth
- 2016-en cours : Aurora Teagarden : Terry Sternholz
- 2017 : iZombie (saison 3, épisode 9) : Dr Danforth
- 2017 : Garage Sale Mysteries (saison 1, épisode 8) : Kay
- 2017 : Project Mc² (saison 5, épisodes 1, 2 & 5) : Dr Allison Crawford
- 2017 : Good Doctor (saison 1, épisodes 7 & 8) : Dr Mohan
- 2018 : Life Sentence (saison 1, épisodes 11 & 12) : Elaine
- 2019 : Flash (saison 5, épisode 17) : Vickie Bolen
- 2019 : Mystery 101 (saison 1, épisode 4) : Vicky Lin
- 2019 : Chesapeake Shores (saison 4, épisodes 1, 2, 5 & 6) : Linda Nelson
- 2020 : Projet Blue Book (saison 2, épisode 6) : Reporter
- 2020 : Le cœur a ses raisons (saison 7, épisode 1) : Marion Landers
- 2020 - 2022 : Motherland: Fort Salem : Petra Bellweather
- 2023 : Nancy Drew (saison 4, épisode 3) : Brie

#### Téléfilms
- 1992 : A Killer Among Friends de Charles Robert Carner : fille #2
- 1993 : L'enfant de la dernière chance (For the Love of My Child: The Anissa Ayala Story) de Waris Hussein : Nurse #1
- 1993 : Sherlock Holmes Returns de Kenneth Johnson : Infirmière en réanimation
- 1993 : Cas de conscience (No Child of Mine) de Michael Katleman : Secrétaire
- 1994 : L'enfer blanc (Snowbound: The Jim and Jennifer Stolpa Story) de Christian Duguay : Paramedic
- 1994 : Moment of Truth: To Walk Again de Randy Zisk : Lt. Janet Potter
- 1995 : Not Our Son de Michael Ray Rhodes : Nurse
- 1996 : Le Seigneur du Temps (Doctor Who) de Geoffrey Sax : Wheeler
- 1998 : Floating Away de John Badham : Jeune nurse
- 1999 : Choc mortel (Fatal Error) d'Armand Mastroianni : Teal's Assista
- 1999 : Le train de l'enfer (Final Run) d'Armand Mastroianni : Passager #3
- 1999 : Countdown to Chaos (Y2K) de Dick Lowry : Passager #1
- 2000 : L'histoire de Linda McCartney (The Linda McCartney Story) d'Armand Mastroianni : Paris Restaurant Patron
- 2000 : Alerte imminente (Quarantine) de Chuck Bowman : Agent Pelitere
- 2002 : La Vie secrète de Zoé (The Secret Life of Zoey) de Robert Mandel : candidat #1
- 2004 : Le crash du vol 323 (NTSB: The Crash of Flight 323) de Jeff Bleckner : secrétaire
- 2006 : Le Baby-sitter (The Stranger Game) de Terry Ingram : Barbara Leaf
- 2006 : Femmes d'exception (Four Extraordinary Women) de Gail Harvey : Karen
- 2007 : Termination Point de Jason Bourque : Ellen
- 2007 : La Force du pardon (Crossroads: A Story of Forgiveness) de John Kent Harrison : Chantal
- 2009 : De mères en filles (Sorority Wars) de James Hayman : Hillary
- 2010 : Ma vie est un enfer (A Family Thanksgiving) de Neill Fearnley : Lindsay
- 2010 : Miracle à Manhattan (Call Me Mrs. Miracle) de Michael M. Scott : Clair
- 2011 : Astéroïde (Collision Earth) de Paul Ziller : Jennifer Kelly
- 2011 : Insoupçonnable (Hunt for the I-5 Killer) de Allan Kroeker : Reporter
- 2011 : Innocent de Mike Robe : Détective Rory Gissling
- 2012 : Ce Noël qui a changé ma vie (It's Christmas, Carol!) de Michael M. Scott : Pam Jacobs
- 2012 : Marié avant Noël (A Bride for Christmas) de Gary Yates : Rhonda
- 2013 : Un tueur au visage d'ange (Romeo Killer: The Chris Porco Story) de Norma Bailey : Dr Mary Dombovy
- 2013 : The Toyman Killer de Farhad Mann : Juge Mangold
- 2014 : Christmas Tail de Elias Underhill : Rosemary Kitchens
- 2015 : Fatal Memories de Farhad Mann : Dr Dubois
- 2015 : Un foyer pour mes enfants (Welcome Home) de James Head : Sarah Grimes
- 2015 : Mon futur ex et moi (Autumn Dreams) de Neill Fearnley : Judge Brown
- 2015 : Une enfance volée (Stolen Dreams) de Jason Bourque : Michelle Canning
- 2015 : Un grand froid sur Noël ((Angels in the Snow) de George Erschbamer : Amy Tucker
- 2016 : A la recherche de l'esprit de Noël (Every Christmas Has a Story) de Ron Oliver : Lauren Foster
- 2018 : Le retour de mon ex (The Sweetest Heart) de Steven R. Monroe : Emma Beabot
- 2018 : Coup de foudre et gourmandises (Falling for You) de Peter DeLuise : Debbie
- 2018 : Le courrier de Noël (Christmas Pen Pals) de Siobhan Devine : Naomi
- 2018 : Ma cible pour Noël (Jingle Around the Clock) de Paul Ziller : Fiona
- 2019 : Prête à tout pour mon enfant, même l'illégalité ! (The College Admissions Scandal) de Adam Salky : Erica Valdez
- 2019 : Père Noël incognito (Random Acts of Christmas) de Marita Grabiak : Perry
- 2020 : Nature of Love de Marita Grabiak : Sabrina Galler